# Mistrzostwa Polski Seniorów w Lekkoatletyce 1973
49. Mistrzostwa Polski Seniorów w Lekkoatletyce – zawody sportowe, które rozgrywane były w Warszawie na stadionie Skry w dniach 10–12 sierpnia 1973 roku.
Podczas mistrzostw Danuta Piecyk ustanowiła nieoficjalny rekord świata w biegu na 400 metrów przez płotki wynikiem 56,7 s. Bronisława Doborzyńska (Ludwichowska) poprawiła rekord Polski: w biegu na 3000 metrów w czasie 9:19,6. Irena Szewińska wyrównała rekord Polski na 100 metrów (11,1 s), a Grażyna Rabsztyn na 100 metrów przez płotki (12,7 s). Poprawiono również klubowe rekordy Polski w sztafetach 4 × 100 m kobiet oraz 4 × 400 m kobiet i mężczyzn.

## Rezultaty
| WR – rekord świata \| NR – rekord Polski \| SB – najlepszy wynik w sezonie \| PB – rekord życiowy |

### Mężczyźni
| Konkurencja                   | 1. miejsce                                                                        | Rezultat  | 2. miejsce                                                                        | Rezultat  | 3. miejsce                                                                               | Rezultat  |
| Bieg na 100 m                 | Zenon Nowosz Legia Warszawa                                                       | 10,2      | Jerzy Wieczorek AZS Warszawa                                                      | 10,3      | Jerzy Homziuk AZS Warszawa                                                               | 10,3      |
| Bieg na 200 m                 | Marek Bedyński Gwardia Warszawa                                                   | 20,9      | Jan Werner Gwardia Warszawa                                                       | 20,9      | Jerzy Wieczorek AZS Warszawa                                                             | 21,1      |
| Bieg na 400 m                 | Zbigniew Jaremski Górnik Zabrze                                                   | 46,4      | Dariusz Podobas AZS Warszawa                                                      | 46,5      | Andrzej Badeński Legia Warszawa                                                          | 46,9      |
| Bieg na 800 m                 | Andrzej Kupczyk Górnik Wałbrzych                                                  | 1:47,6    | Ryszard Świniarski Calisia Kalisz                                                 | 1:47,9    | Stanisław Waśkiewicz ŁKS Łódź                                                            | 1:48,3    |
| Bieg na 1500 m                | Lesław Zając Górnik Wałbrzych                                                     | 3:51,6    | Henryk Szordykowski Wawel Kraków                                                  | 3:51,9    | Henryk Wasilewski Orkan Poznań                                                           | 3:52,6    |
| Bieg na 5000 m                | Bronisław Malinowski Olimpia Grudziądz                                            | 13:41,6   | Jan Kondzior AZS Śląsk                                                            | 13:48,6   | Edward Mleczko Cracovia                                                                  | 13:53,2   |
| Bieg na 10 000 m              | Henryk Piotrowski Legia Warszawa                                                  | 29:01,8   | Kazimierz Podolak Gwardia Olsztyn                                                 | 29:02,2   | Henryk Nogala Oleśniczanka                                                               | 29:02,4   |
| Bieg na 110 m przez płotki    | Leszek Wodzyński Legia Warszawa                                                   | 13,8      | Mirosław Majchrzak Górnik Zabrze                                                  | 13,9      | Przemysław Siciński AZS Łódź                                                             | 13,9      |
| Bieg na 400 m przez płotki    | Jerzy Hewelt Bałtyk Gdynia                                                        | 50,3      | Tadeusz Kulczycki Orkan Poznań                                                    | 51,1      | Jerzy Pietrzyk Górnik Zabrze                                                             | 51,6      |
| Bieg na 3000 m z przeszkodami | Bronisław Malinowski Olimpia Grudziądz                                            | 8:24,4    | Jan Kondzior AZS Śląsk                                                            | 8:26,4    | Kazimierz Maranda ŁKS Łódź                                                               | 8:29,0    |
| Sztafeta 4 × 100 m            | MKS AZS Warszawa Ryszard Tulkis Jerzy Homziuk Jerzy Wieczorek Witold Ziendalski   | 40,2      | AZS Wrocław Jan Alończyk Maciej Balin Jacek Siemiątkowski Tadeusz Rostek          | 40,5      | Legia Warszawa Wojciech Romanowski Andrzej Olszowy Marian Kusiak Piotr Olech             | 40,7      |
| Sztafeta 4 × 400 m            | Górnik Zabrze Stanisław Gubiec Krystian Witowski Jerzy Pietrzyk Zbigniew Jaremski | 3:08,5 NR | Zawisza Bydgoszcz Waldemar Korycki Czesław Jursza Marian Gęsicki Mieczysław Wąsik | 3:09,5    | Górnik Wałbrzych Stanisław Rychter Kazimierz Obrycki Andrzej Kupczyk Aleksander Błażejak | 3:11,2    |
| Chód na 20 km                 | Jan Ornoch Flota Gdynia                                                           | 1:33:52,0 | Jan Raszka Górnik Zabrze                                                          | 1:36:59,8 | Feliks Śliwiński Lechia Gdańsk                                                           | 1:37:53,2 |
| Skok wzwyż                    | Włodzimierz Perka AZS Warszawa                                                    | 2,14      | Jerzy Miliczenko Lumel Zielona Góra                                               | 2,11      | Andrzej Larysz Iskra Pszczyna Jerzy Nowak Polonia Warszawa Janusz Wujtów Skra Warszawa   | 2,05      |
| Skok o tyczce                 | Władysław Kozakiewicz Bałtyk Gdynia                                               | 5,32      | Tadeusz Ślusarski Skra Warszawa                                                   | 5,30      | Paweł Iwiński Budowlani Bydgoszcz Tadeusz Olszewski Legia Warszawa                       | 5,20      |
| Skok w dal                    | Zbigniew Beta AZS Warszawa                                                        | 7,91w     | Stanisław Szudrowicz Warta Poznań                                                 | 7,86w     | Andrzej Wałkowski Calisia Kalisz                                                         | 7,76w     |
| Trójskok                      | Michał Joachimowski Budowlani Bydgoszcz                                           | 16,89     | Andrzej Sontag AZS Lublin                                                         | 16,845    | Eugeniusz Biskupski Legia Warszawa                                                       | 16,55     |
| Pchnięcie kulą                | Władysław Komar Gwardia Warszawa                                                  | 19,38     | Leszek Gajdziński Górnik Zabrze                                                   | 19,00     | Tadeusz Sadza Lechia Gdańsk                                                              | 17,91     |
| Rzut dyskiem                  | Leszek Gajdziński Górnik Zabrze                                                   | 59,96     | Stanisław Wołodko Zawisza Bydgoszcz                                               | 58,02     | Zbigniew Gryżboń Górnik Zabrze                                                           | 57,48     |
| Rzut młotem                   | Stanisław Lubiejewski Flota Gdynia                                                | 69,28     | Szymon Jagliński Flota Gdynia                                                     | 67,56     | Florian Kulczyński Zawisza Bydgoszcz                                                     | 67,54     |
| Rzut oszczepem                | Władysław Nikiciuk Gwardia Warszawa                                               | 80,36     | Bernard Werner AZS Warszawa                                                       | 80,00     | Jacek Damszel Skra Warszawa                                                              | 79,08     |

### Kobiety
| Konkurencja                | 1. miejsce                                                                                | Rezultat  | 2. miejsce                                                                      | Rezultat | 3. miejsce                                                                       | Rezultat |
| Bieg na 100 m              | Irena Szewińska Polonia Warszawa                                                          | 11,1 =NR  | Urszula Styranka Gwardia Olsztyn                                                | 11,4     | Danuta Jędrejek Start Lublin                                                     | 11,5     |
| Bieg na 200 m              | Irena Szewińska Polonia Warszawa                                                          | 22,8      | Barbara Bakulin Orkan Poznań                                                    | 23,3     | Urszula Styranka Gwardia Olsztyn                                                 | 23,6     |
| Bieg na 400 m              | Krystyna Kacperczyk Skra Warszawa                                                         | 52,9      | Danuta Piecyk Gwardia Olsztyn                                                   | 52,9     | Elżbieta Katolik Wisła Kraków                                                    | 53,2     |
| Bieg na 800 m              | Danuta Wierzbowska Gwardia Olsztyn                                                        | 2:06,0    | Krystyna Lech Górnik Zabrze                                                     | 2:06,4   | Anna Bełtowska AZS Kraków                                                        | 2:06,8   |
| Bieg na 1500 m             | Bronisława Doborzyńska Gwardia Olsztyn                                                    | 4:22,5    | Izabela Mróz AZS Warszawa                                                       | 4:23,3   | Zofia Kołakowska Gwardia Olsztyn                                                 | 4:23,5   |
| Bieg na 3000 m             | Bronisława Doborzyńska Gwardia Olsztyn                                                    | 9:19,6 NR | Urszula Prasek Pomorze Stargard                                                 | 9:29,0   | Renata Pentlinowska Neptun Gdańsk                                                | 9:29,4   |
| Bieg na 100 m przez płotki | Grażyna Rabsztyn Gwardia Warszawa                                                         | 12,7 =NR  | Teresa Nowak Gwardia Warszawa                                                   | 13,1     | Teresa Sukniewicz Gwardia Warszawa                                               | 13,2     |
| Bieg na 400 m przez płotki | Danuta Piecyk Gwardia Olsztyn                                                             | 56,7 =WR  | Krystyna Kacperczyk Skra Warszawa                                               | 57,4     | Elżbieta Katolik Wisła Kraków                                                    | 57,7     |
| Sztafeta 4 × 100 m         | Gwardia Warszawa Małgorzata Bogucka Małgorzata Sukniewicz Aniela Szubert Grażyna Rabsztyn | 45,2 NR   | AZS Warszawa Grażyna Soroka Grażyna Tychota Anna Witwicka Maria Żukowska        | 46,4     | Górnik Zabrze Gabriela Richter Wiesława Cichecka Barbara Mika Małgorzata Zachnik | 46,7     |
| Sztafeta 4 × 400 m         | Gwardia Olsztyn Urszula Styranka Danuta Wierzbowska Danuta Lejman Danuta Piecyk           | 3:39,5 NR | Skra Warszawa Danuta Manowiecka Teresa Jacniacka Anna Bukis Krystyna Kacperczyk | 3:40,1   | AZS Poznań H. Piechocka Jolanta Grajewska Grażyna Olejniczak Maria Dąbrowska     | 3:47,7   |
| Skok wzwyż                 | Anna Bubała Górnik Zabrze                                                                 | 1,76      | Grażyna Jarząb Chemik Kędzierzyn                                                | 1,76     | Elżbieta Wiśniewska Górnik Zabrze                                                | 1,71     |
| Skok w dal                 | Mirosława Sarna Budowlani Kielce                                                          | 6,44      | Anna Włodarczyk AZS Warszawa                                                    | 6,17     | Małgorzata Sadalska Skra Warszawa                                                | 6,10     |
| Pchnięcie kulą             | Ludwika Chewińska Gwardia Warszawa                                                        | 18,27     | Janina Danilczuk Wisła Kraków                                                   | 15,26    | Danuta Bazylska Lumel Zielona Góra                                               | 15,04    |
| Rzut dyskiem               | Krystyna Nadolna AZS Warszawa                                                             | 52,64     | Danuta Rosani Gwardia Warszawa                                                  | 51,88    | Danuta Grajzarek Śląsk Wrocław                                                   | 50,28    |
| Rzut oszczepem             | Daniela Jaworska Skra Warszawa                                                            | 60,88     | Jadwiga Saganowska Skra Warszawa                                                | 55,38    | Renata Śliwińska Neptun Gdańsk                                                   | 54,68    |

## Biegi przełajowe
46. mistrzostwa Polski w biegach przełajowych rozegrano 1 kwietnia w Zalesiu Dolnym. Seniorki rywalizowały na dystansie 4 kilometrów, a seniorzy na 6 km i 12 km.

### Mężczyźni
| Konkurencja             | 1. miejsce                             | Rezultat | 2. miejsce                          | Rezultat | 3. miejsce                        | Rezultat |
| Bieg przełajowy (6 km)  | Edward Łęgowski Legia Warszawa         |          | Leopold Tomaszewicz Flota Gdynia    |          | Stanisław Śmitkowski Oleśniczanka |          |
| Bieg przełajowy (12 km) | Bronisław Malinowski Olimpia Grudziądz | 34:01,0  | Zbigniew Pierzynka Hutnik Nowa Huta | 34:27,6  | Henryk Nogala Oleśniczanka        | 34:27,2  |

### Kobiety
| Konkurencja            | 1. miejsce                                 | Rezultat | 2. miejsce                 | Rezultat | 3. miejsce                        | Rezultat |
| Bieg przełajowy (4 km) | Bronisława Doborzyńska Zjednoczeni Olsztyn | 14:03,0  | Maria Linkowska AZS Poznań | 14:12,4  | Renata Pentlinowska Neptun Gdańsk | 14:43,2  |

## Maraton
Maratończycy (tylko mężczyźni) rywalizowali 17 czerwca w Dębnie. Zawody miały obsadę międzynarodową; na starcie stanęło 109 zawodników, w tym 37 z zagranicy. Pierwsze miejsce zajął Joachim Truppel z NRD, który osiągnął czas 2:16:07,4. Jako drugi przybiegł Konstantin Popow, również z NRD (czas 2;18:43,0), a jako trzeci Edward Stawiarz (czas 2:22:02,4), który po raz trzeci z rzędu został mistrzem Polski w maratonie. Kolejne dwa miejsca zajęli znowu biegacze z NRD.
| Konkurencja | 1. miejsce                   | Rezultat  | 2. miejsce                | Rezultat  | 3. miejsce                      | Rezultat  |
| Maraton     | Edward Stawiarz Wawel Kraków | 2:22:02,4 | Janusz Wąsowski RKS Ursus | 2:24:10,8 | Kazimierz Orzeł Górnik Jaworzno | 2:24:33,4 |

## Wieloboje
Rywalizacja w wielobojach odbyła się w dniach 20 i 21 czerwca w Warszawie w ramach Memoriału Janusza Kusocińskiego na stadionie Skry w Warszawie. Ryszard Skowronek ustanowił rekord Polski w dziesięcioboju rezultatem 8208 pkt (według obecnej punktacji 8206 pkt).
| Konkurencja               | 1. miejsce                          | Rezultat | 2. miejsce                     | Rezultat | 3. miejsce                          | Rezultat |
| Mężczyźni – Dziesięciobój | Ryszard Skowronek AZS Śląsk         | 8208 pkt | Ryszard Katus Gwardia Warszawa | 8021 pkt | Tadeusz Janczenko Zawisza Bydgoszcz | 7807 pkt |
| Kobiety – Pięciobój       | Małgorzata Majchrzak Olimpia Poznań | 4130 pkt | Ryszarda Rurka Skra Warszawa   | 4074 pkt | Danuta Marszałowicz Lechia Gdańsk   | 3946 pkt |

## Chód na 50 km
Zawody mistrzowskie w chodzie na 50 kilometrów mężczyzn rozegrano 28 października w Warszawie.
| Konkurencja   | 1. miejsce                  | Rezultat  | 2. miejsce                      | Rezultat  | 3. miejsce               | Rezultat  |
| Chód na 50 km | Bogusław Kmiecik Start Łódź | 4:22:03,0 | Stanisław Korneluk Flota Gdynia | 4:26:48,0 | Jerzy Pater Flota Gdynia | 4:27:44,0 |